# Jocelyn Bell Burnell

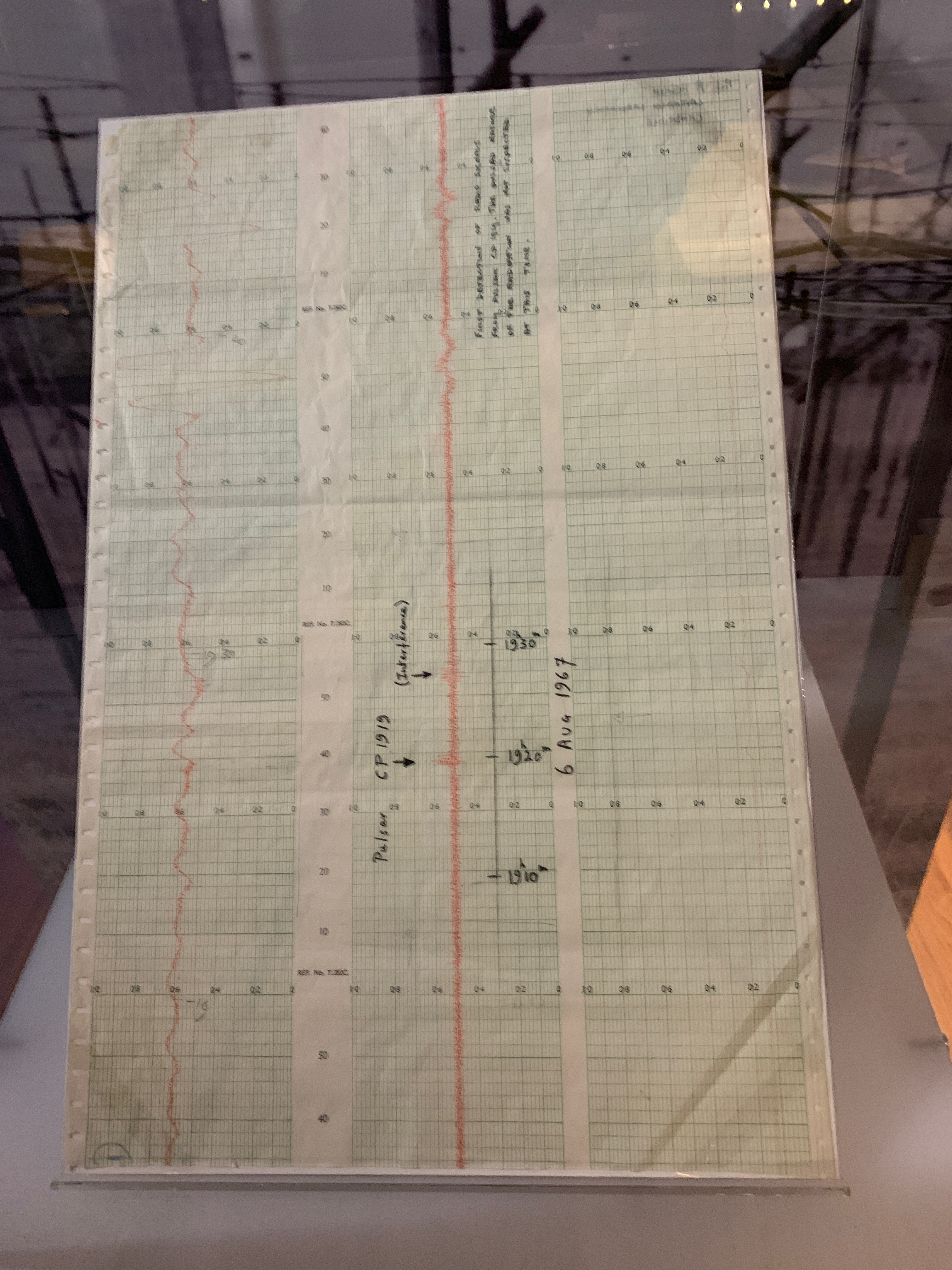
Wykres, na którym Jocelyn Bell Burnell pierwszy raz oznaczyła regularne sygnały pulsara. Karta wystawiona w bibliotece uniwersyteckiej w Cambridge

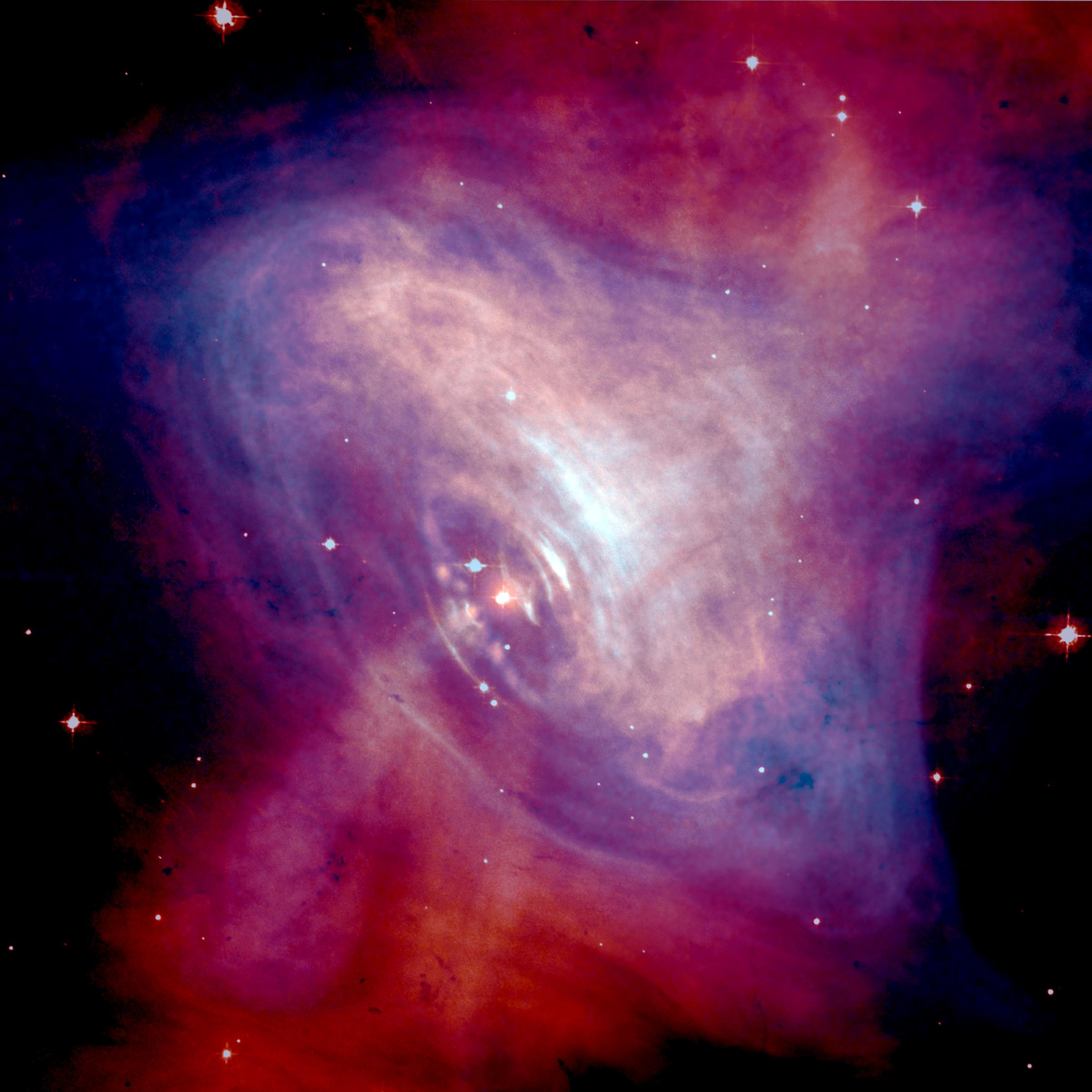
Promieniowanie synchrotronowe pulsara PSR B0531+21 w środku Mgławicy Kraba

Jocelyn Bell Burnell (ur. jako Susan Jocelyn Bell 15 lipca 1943 w Belfaście albo w Lurgan) – brytyjska astrofizyczka, znana z badań pulsarów, a de facto ich odkrywczyni.
Jako doktorantka, pracująca pod kierunkiem Antony’ego Hewisha, Jocelyn Bell zaobserwowała pulsary jako pierwsza w historii. Jednak za to odkrycie to Hewish (wraz z Martinem Ryle’em) w 1974 roku otrzymał Nagrodę Nobla w dziedzinie fizyki; samej Jocelyn Bell Burnell Nagrody Nobla nie przyznano. Otrzymała za to Medal Copleya od Towarzystwa Królewskiego w Londynie (ang. Royal Society of London) – jako druga kobieta w historii tej nagrody (2021).

## Odkrycie pulsarów
Joselyn Bell rozpoczęła w 1965 roku doktorat w Mullard Radio Astronomy Observatory (MRAO) w Cambridge pod kierunkiem Antony’ego Hewisha. Jej zadaniem miało być badanie scyntylacji kwazarów. W 1967 roku Bell zaobserwowała za pomocą skonstruowanego przez siebie (z udziałem innych doktorantów) radioteleskopu, że źródło radiosygnałów oznaczone symbolem CP 1919 wysyła regularne impulsy w odstępach 1,34 sekundy. Początkowo Hewish uznał te sygnały za wynik interferencji, ale Bell znalazła kolejny pulsar w styczniu 1968 roku, a dwa następne – w lutym.
Bell i Hewish po pierwszej obserwacji pulsara podejrzewali, że regularne impulsy fal radiowych mogą pochodzić od aktywności cywilizacji pozaziemskich i oznaczyli ich źródła, na poły żartobliwie, LGM 1-4 (od little green men – „małe zielone ludziki”). Thomas Gold i Franco Pacini wykazali później, że pulsary są szybko rotującymi gwiazdami neutronowymi. Była to pierwsza obserwacja gwiazd neutronowych, choć ich istnienie przewidziano teoretycznie już w 1933 roku.

## Kontrowersje wokół Nagrody Nobla
Antony’emu Hewishowi i Martinowi Ryle’owi przyznano w 1974 roku Nagrodę Nobla w dziedzinie fizyki za pionierskie badania w dziedzinie radioastronomii i odkrycie pulsarów.
Pominięcie Joselyn Bell Burnell podczas przyznania tej Nagrody Nobla uważa się za jedną z najbardziej kontrowersyjnych decyzji w historii naukowych Nagród Nobla. Artykuł w „Nature”, opisujący odkrycie pierwszego pulsara miał pięciu autorów, którzy wchodzili w skład zespołu. Jako pierwszy autor został podany Hewish, a Bell jako druga autorka. Była również współautorką drugiej pracy o pulsarach. Sama Bell Burnell, opisując okoliczności odkrycia wskazuje jednak, że większa część odpowiedzialności naukowej spoczywała na Hewishu jako promotorze doktoratu, zatem on powinien być wyróżniony.

## Kariera naukowa
Po ukończeniu doktoratu Bell Burnell kontynuowała badania w dziedzinie radioastronomii, głównie zajmując się badaniem promieniowania wysyłanego przez źródła galaktyczne. Pracowała w University of Southampton (1968–1973), University College w Londynie (1974–1982) oraz w Królewskim Obserwatorium w Edynburgu (1982–1991). Od 1991 do 1999 roku Bell Burnell kierowała Wydziałem Fizyki Open University w Wielkiej Brytanii. W latach 2001–2004 była dziekanem wydziału nauk ścisłych University of Bath. W latach 2002–2004 stała na czele Królewskiego Towarzystwa Astronomicznego, a w latach 2008–2010 była prezydentem Institute of Physics.

## Nagrody i odznaczenia
Mimo pominięcia w Nagrodzie Nobla w 1974 roku, Bell Burnell otrzymała liczne inne wyróżnienia za swoje osiągnięcia naukowe. Odznaczona została między innymi Medalem Herschela przyznawanym przez Królewskie Towarzystwo Astronomiczne oraz Orderem Imperium Brytyjskiego w klasie Dame Commander (DBE). Otrzymała również doktorat honoris causa Uniwersytetu Harvarda.
W 2018 r. otrzymała za odkrycie pulsarów Breakthrough Prize in Fundamental Physics, a będące częścią nagrody 3 mln dolarów przeznaczyła na stypendia doktoranckie dla młodych naukowców z grup społecznych niedoreprezentowanych w fizyce.

## Życie osobiste i aktywność pozanaukowa
Jocelyn Bell poślubiła Martina Burnella w 1968 roku (rozwiedli się w 1993); ma z nim jednego syna, Gavina Burnella. Jest praktykującą kwakierką.